# پانینی کمیکس
پانینی کمیکس (انگلیسی: Panini Comics) شرکت انتشارات ایتالیایی است، که در سال ۱۹۹۴ تأسیس شد.